# Silversmith Hotel
El Silversmith Hotel es un hotel boutique ubicado en el centro de Chicago, Illinois . Ocupa el histórico Silversmith Building, diseñado en 1896 por Peter J. Weber del estudio de arquitectura DH Burnham and Company, quien también diseñó el Fisher Building. La arquitectura del edificio refleja la transición de la arquitectura del renacimiento románico a la arquitectura de la escuela de Chicago. El edificio Silversmith se incluyó en el Registro Nacional de Lugares Históricos en 1997. 
Se convirtió en miembro del Registro Nacional de Hoteles Históricos de América en 2016.